# Iron Junction
Iron Junction é uma cidade localizada no estado americano de Minnesota, no Condado de St. Louis.

## Demografia
Segundo o censo americano de 2000, a sua população era de 93 habitantes.
Em 2006, foi estimada uma população de 86, um decréscimo de 7 (-7.5%).

## Geografia
De acordo com o United States Census Bureau tem uma área de
2,0 km², dos quais 2,0 km² cobertos por terra e 0,0 km² cobertos por água.

## Localidades na vizinhança
O diagrama seguinte representa as localidades num raio de 16 km ao redor de Iron Junction.